# Gerd Rohling

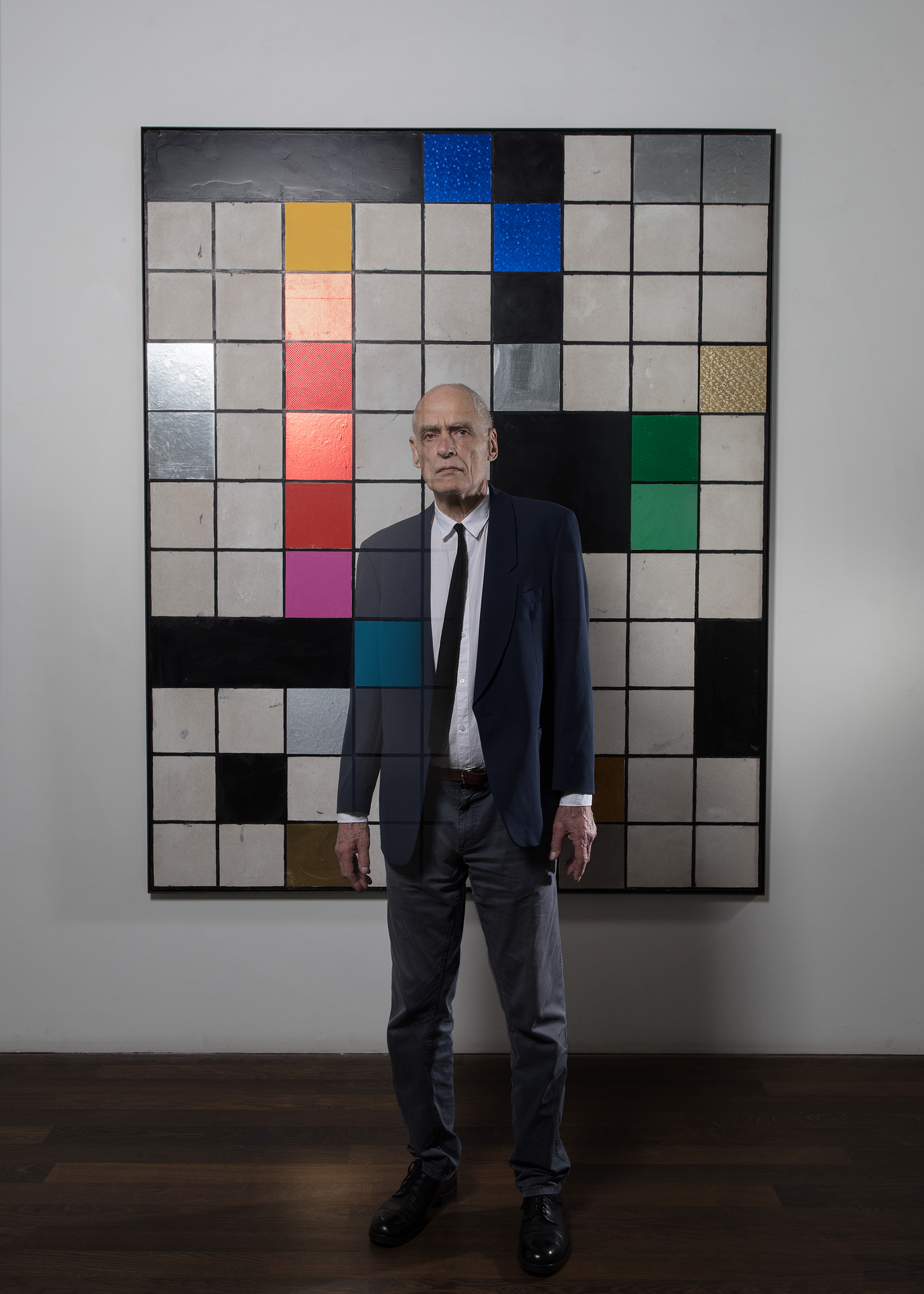
Gerd Rohling fotografiert von Oliver Mark, Berlin 2023

Gerd Rohling (* 20. November 1946 in Krefeld) ist ein deutscher Maler und Objektkünstler.

## Leben und Werk

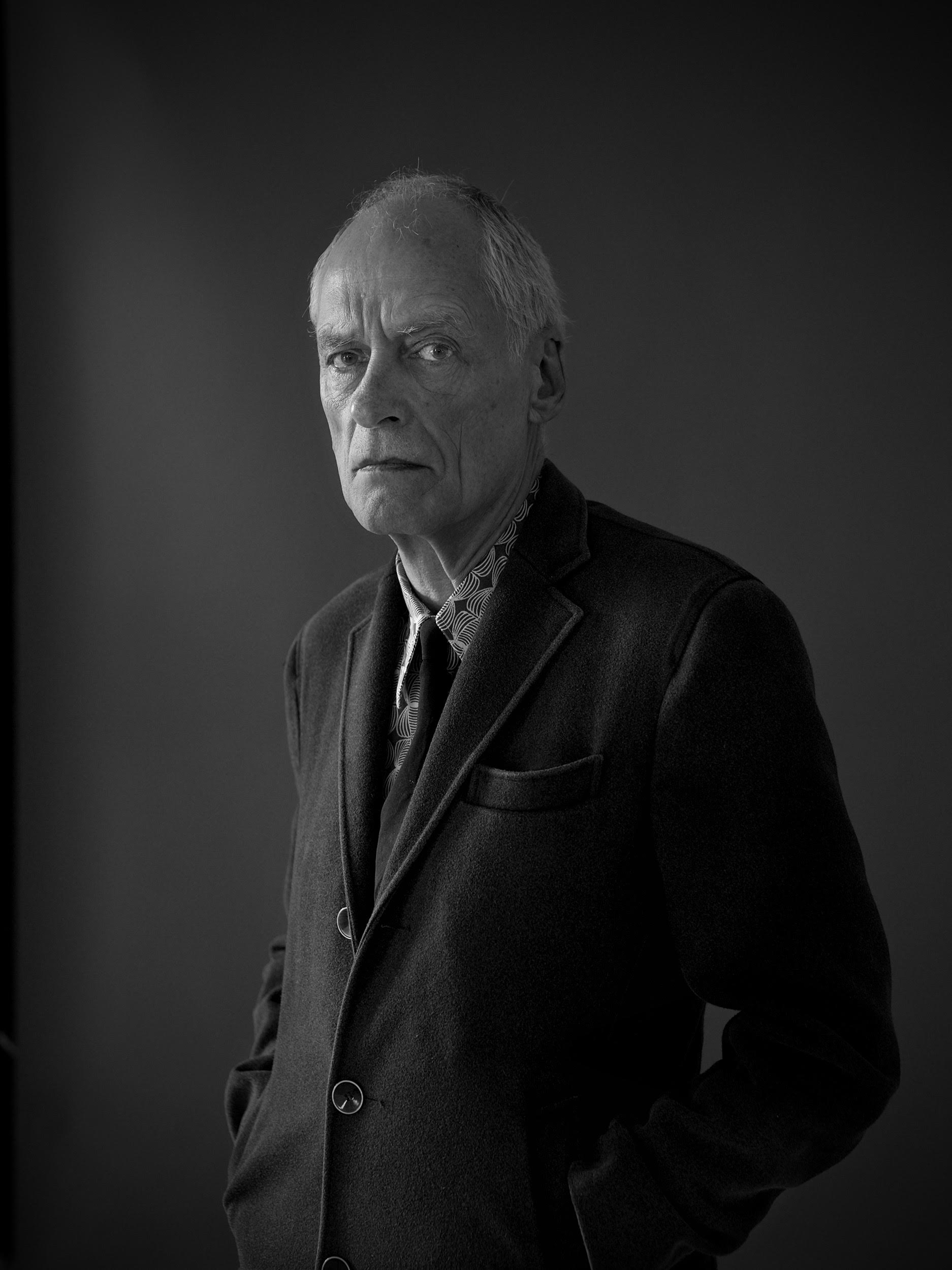
Gerd Rohling fotografiert von Oliver Mark, Berlin 2015

Rohling zog 1971 nach West-Berlin und studierte bis 1977 an der Hochschule der Künste Berlin Grafik bei Gerhart Bergmann und war in der Malklasse von Karl Horst Hödicke, bei dem er Meisterschüler wurde. 1979 gründete er unter anderem mit Frank Dornseif, Ter Hell und Reinhard Pods die Berliner Künstlergruppe und gleichnamige Selbsthilfegalerie „1/61“ (benannt nach dem Postzustellbezirk Berlin-Kreuzberg 61). 1980 erhielt er das PS1-Stipendium, New York.
Rohling gilt als ein vielreisender Künstler, der Teile des Jahres in Neapel, Mumbai, Rio de Janeiro, Ghana, Thailand oder den USA verbringt. In seiner frühen Zeit wurde er mit der gestischen Malerei der Neuen Wilden in Verbindung gebracht. In den 1980er Jahren wandte er sich der Objektkunst zu. Aus einfachsten Materialien, wie Abfallteilen aus Papier, Glas, Metall oder Kunststoff gestaltete er mit großem Farbeinsatz sowohl Objektensembles als auch raumfüllende Installationen. „Aus Pappe und Plastikresten, mit Sprayer-Unbekümmertheit und Quasi-Lässigkeit baut und bemalt er urban-abenteuerliche Szenerien...“
2009 zeigte er in der Ausstellungshalle Hamburger Bahnhof die Installation Wasser und Wein, für die er unterschiedliche Gefäße in einen neuen Zusammenhang transformierte.
2013 konzipierte er für das Weserburg Museum für moderne Kunst mit der Ausstellung „Inside – Outside“ eine Gesamtinstallation, die die neueren Werkserien „Immer im Bilde – Rouge“ und „Sweet ´n´ Sour“ zeigte und bei der Rohling „in spielerischem Umgang“ neben Malerei, Skulpturen, auch Filme einsetzte.
Rohling lebt und arbeitet in Berlin. Als Mitglied des Deutschen Künstlerbundes nahm er zwischen 1977 und 1984 an mehreren DKB-Jahresausstellungen teil.

## Auszeichnungen
- 1981: Villa-Romana-Preis, Florenz
- 1982–84: Karl-Schmidt-Rottluff-Stipendium
- 1982: Arbeitsstipendium der Stiftung Kunstfonds, Bonn